# Çamlıhemşin (district)
Çamlıhemşin is een Turks district in de provincie Rize en telt 6.023 inwoners (2007). Het district heeft een oppervlakte van 699,6 km². Hoofdplaats is Çamlıhemşin. In dit district wonen onder andere een Armeense islamitische bevolkingsgroep; de Hemşin. Het district is bergachtig en schaars bewoond.
De bevolkingsontwikkeling van het district is weergegeven in onderstaande tabel.

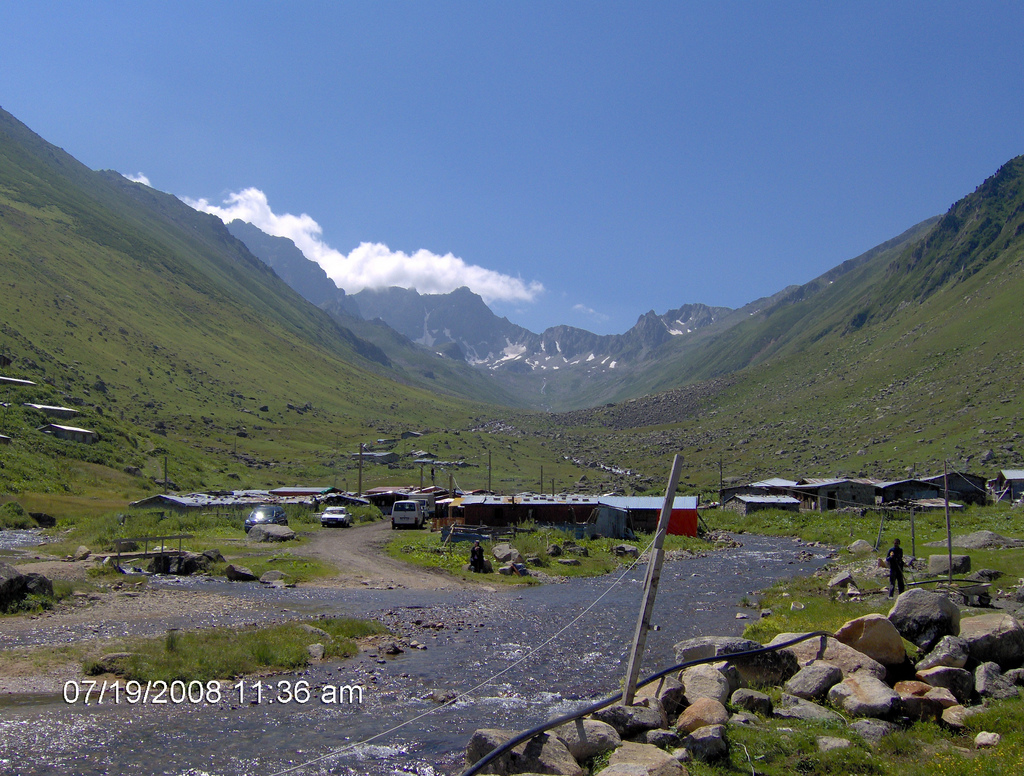
De Kavrun zomerweide in het Çamlıhemşin district

| 1997  | 2000  | 2007  |
| ----- | ----- | ----- |
| 8.454 | 8.237 | 6.023 |